# 360-Grad-Video
Ein 360-Grad-Video (auch immersives oder sphärisches Video) ist eine spezielle Art von Video aus dem Bereich der Immersiven Medien, welches einen Blick in alle Richtungen (360 Grad) vom Standpunkt der Kamera ermöglicht und z. B. mit einem Head-Mounted Display betrachtet werden kann. Bei Fotografien wird auch von einem Kugelpanorama oder sphärischen Panorama gesprochen.
Wenn ein Video nur um eine und nicht um zwei Achsen betrachtet werden kann, wird dies als 180-Grad-Video bezeichnet, welches in der Fotografie einem Panoramabild entspricht. VR180-Video ist in horizontaler Achse auf 180 Grad begrenzt, stereoskopisch auf zwei Augen ausgelegt und kann darum in Kombination mit einem Head-Mounted Display einen besonders hohen Grad an Immersion erzeugen.

## Aufnahme

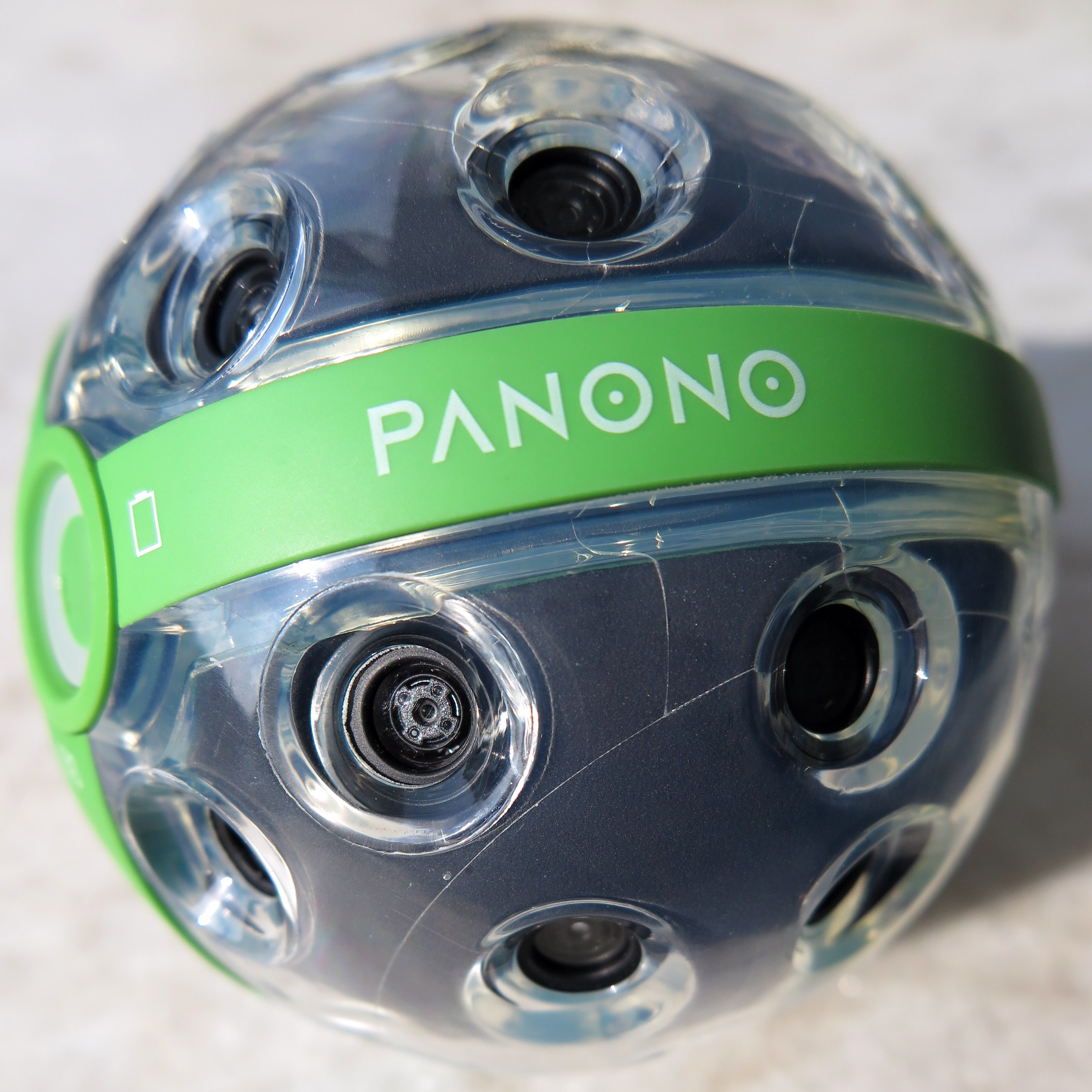
Kugelförmige Wurfkamera Panono

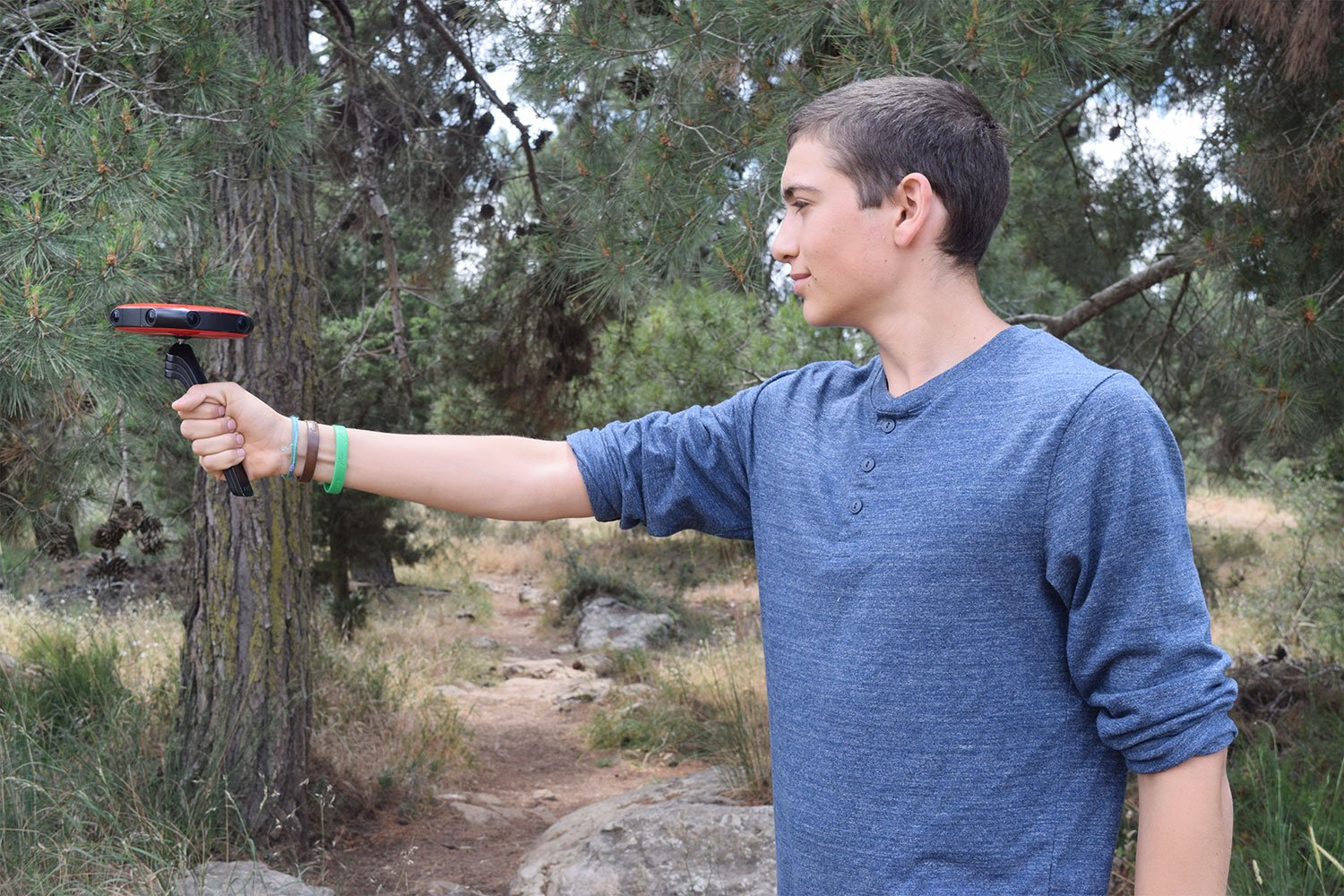
Aufnahme eines 360-Grad-Videos mit der Vuze 8

360-Grad-Videos werden mit einer Omnidirektionalen Kamera oder einem Verbund mehrerer Kameras, die in unterschiedliche Richtungen zeigen, aufgenommen. Hierbei werden auf Grund ihrer geringen Größe vorzugsweise kleinere Actioncams montiert. Eine weitere Möglichkeit ist, mit einer Kamera aus mehreren Blickwinkeln zu filmen und diese dann mithilfe einer Software zu einem 360-Grad-Video zusammenzufügen (sogenanntes Stitching). Aufgrund der Dynamik eignet sich diese Technik aber eher für Standbilder. Für virtuelle 3D-Welten wie Computerspiele gibt es spezielle Software zum Einstellen eines VR-Modus und ein anschließendes Aufnehmen.

## Wiedergabe und Veröffentlichung

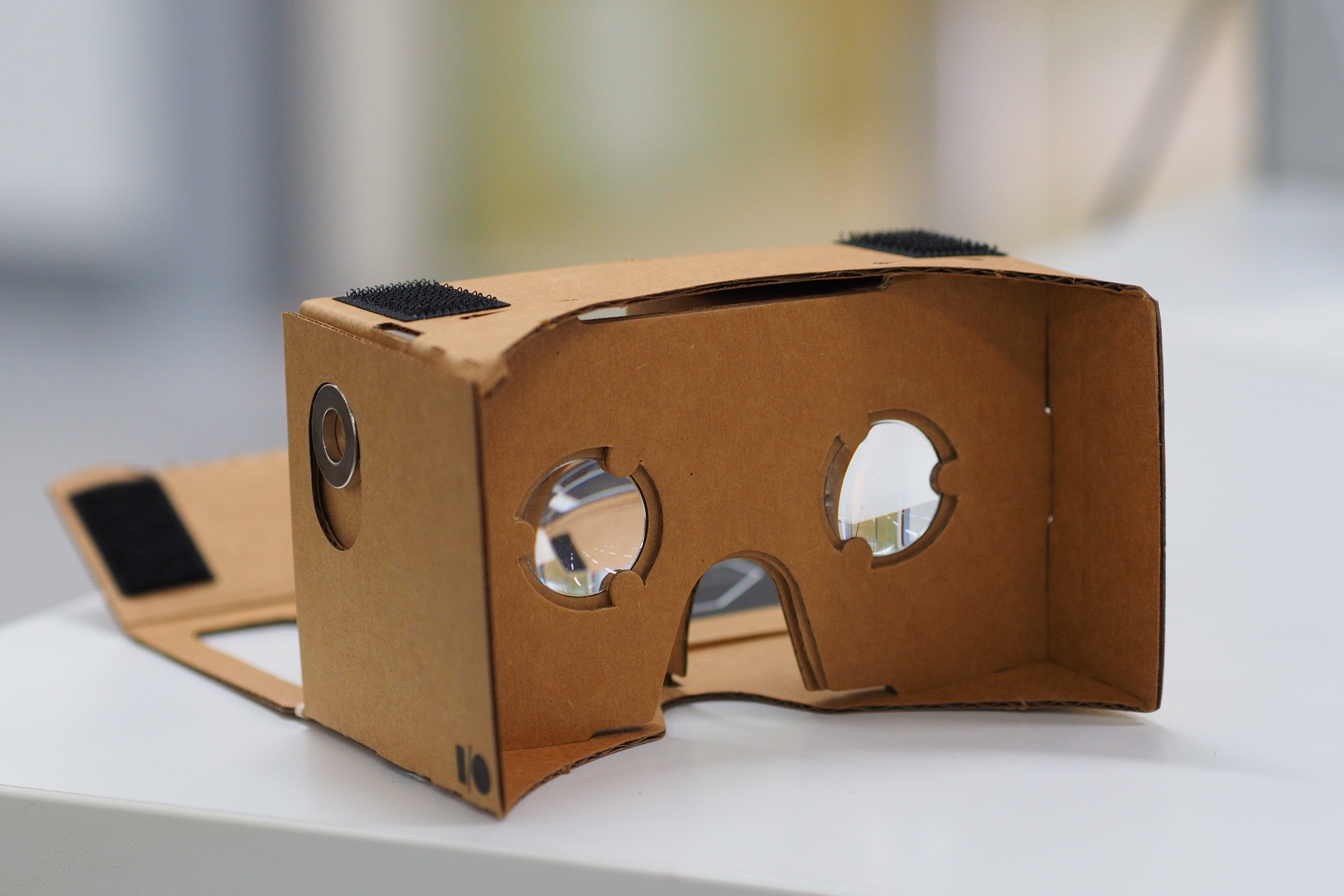
Die Google Cardboard oder vergleichbare Modelle werden häufig genutzt, um 360-Grad-Videos in VR zu schauen

360-Grad- und 180-Grad-Videos können auf Videoportalen wie YouTube oder Vimeo veröffentlicht werden, auf welchen mit der Maus oder dem Touchscreen durch die einzelnen Perspektiven des Bildes navigiert werden kann. Eine weitere Möglichkeit ist das Verwenden eines Head-Mounted Displays, welches das Video in einer virtuellen Realität darstellt. Hierbei wird in der Regel ein Gyrosensor verwendet, welcher in vielen modernen Smartphones verbaut ist, so dass sich diese mit entsprechender Vorrichtung wie zum Beispiel der Google Cardboard, Google Daydream View oder der Samsung Gear VR als Head-Mounted Display verwenden lassen. Im Gegensatz zu einem vollen VR-Erlebnis ist der Nutzer allerdings an seine aktuelle Position gebunden und kann sich frei umschauen, jedoch nicht frei in der Welt bewegen. Zudem kann bei einer Verwendung Simulator Sickness auftreten. Sony arbeitet an einer dreidimensionalen Betrachtung von und Interaktion mit 360-Grad-Videos.

## Anwendung
Häufige Videothemen sind zum Beispiel die Benutzung eines Fahrgeschäfts, Sport- oder Reise- bzw. Ortsaufnahmen („interaktive Rundgänge und Rundreisen“) sowie aufgezeichnete und übertragene Veranstaltungen. Dadurch können die meisten unzugänglichen Gebiete wie der Weltraum gezeigt oder die Erkenntnisse von Robotern in der Robotik besser beobachtet werden. Weitere Möglichkeiten ergeben sich außerdem im filmischen und digitalen Storytelling, in der Kunst sowie in der journalistischen Berichterstattung. Auch für die Pornoindustrie bilden 360-Grad-Videos einen wichtigen Markt.
Der erste 360-Grad-Film, der für einen Oscar nominiert wurde, war der animierte Musik-Kurzfilm Pearl von Google Spotlight Stories. Er hat außerdem zehn weitere Preise gewonnen und wurde kostenlos auf der Plattform YouTube veröffentlicht.
Seit 2023 gibt es in Deutschland den Gestalter für immersive Medien, eine staatlich anerkannte Ausbildung zur Konzeption, Gestaltung und Erstellung immersive Medienprodukte, wie 360-Grad-Film. 

## Verbreitung
Im März 2018 gab Facebook an, es seien bereits über eine Million 360-Grad-Videos auf der Seite Facebook Surround 360 veröffentlicht worden.